# Rockanje

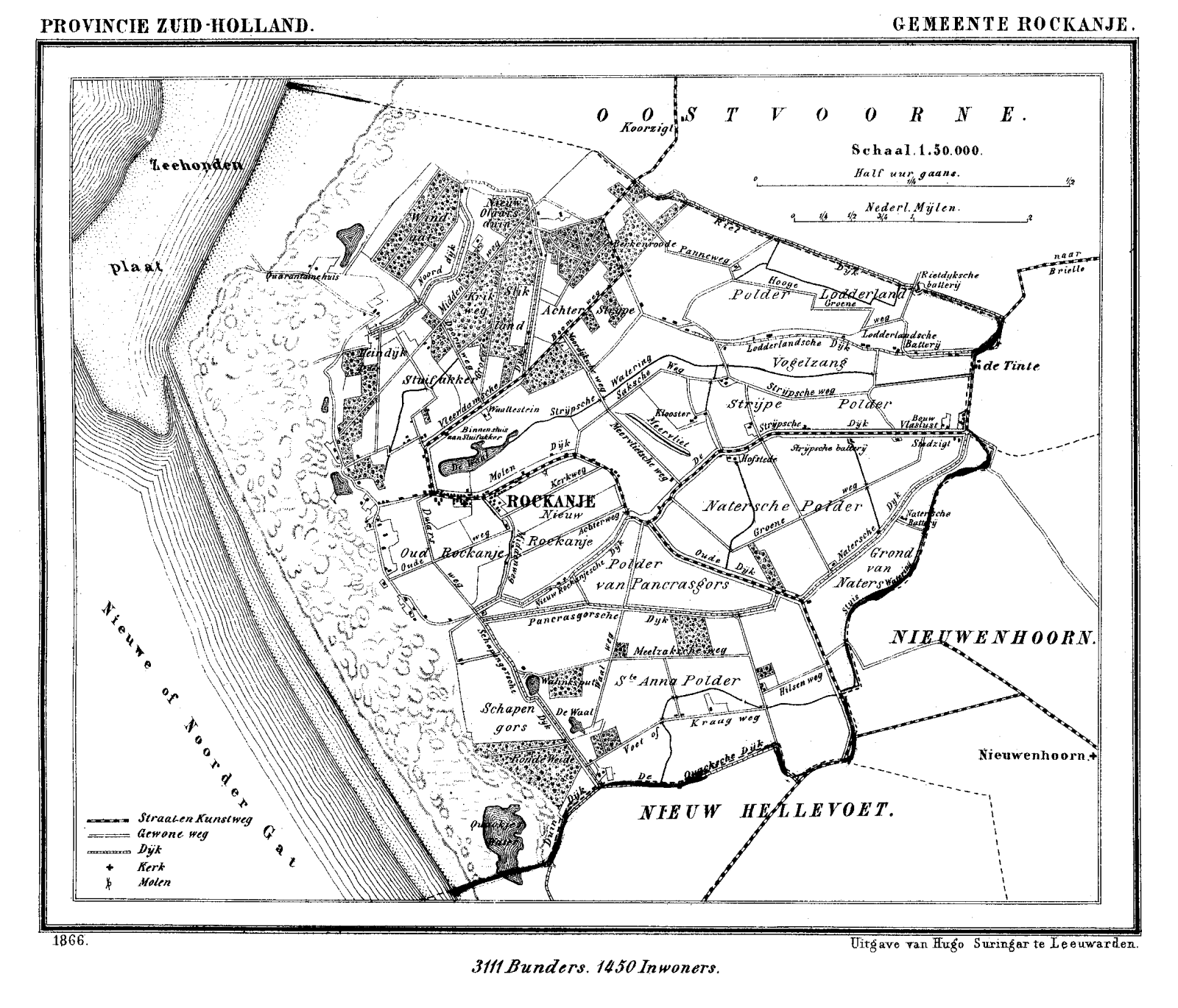
Rockanje 1866, J. Kuyper

Rockanje is een voormalige heerlijkheid en een badplaats gelegen aan de Noordzeekust, in de Nederlandse provincie Zuid-Holland. Rockanje behoort tot de gemeente Voorne aan Zee. Het dorp heeft 6.630 inwoners.

## Geschiedenis
Rond 1200 lag op de westpunt van het toenmalige Voorne, dat veel groter was dan het huidige eiland Voorne, een plaats die Rochange genoemd werd.  Dat gebied is rond 1214 weggespoeld tijdens een van de overstromingen die het Haringvliet vormden. Snel daarna werd het terugwinnen van de ondergelopen gebieden waar mogelijk ter hand genomen met hulp van Cisterciënzer monniken van de abdij Ter Doest in het Vlaamse plaatsje Lissewege nabij Brugge. De eerste polder die werd gecreëerd, kreeg de naam Oud-Rockanje. Al binnen zes jaar, in 1220, kon Dirk II van Zeeland van Voorne (de Heer van Voorne) zijn dankbaarheid voor de hulp tonen door het Middellant (zoals het gebied van Rockanje werd aangeduid) te schenken aan de monniken van de abdij. Het grootste deel van het huidige gebied Rockanje is ontstaan door de verdere inpoldering van gebieden die rond 1214 ondergelopen waren. Uiteindelijk zijn er negen kleipolders ontstaan, deze zijn later Rockanje geworden.
De huidige dorpskern is gegroeid vanaf de dorpsweg. Vlak achter die dorpsweg ligt het natuurgebied meertje de Waal. Dat is een overblijfsel van de oude getijdenkreek Strype, die al rond 1500 voor Christus (ruim 3500 jaar geleden dus) begon te vormen.
Motorraces op nationaal niveau werden in Rockanje verreden vanaf eind jaren 1950. Het gehele dorp hielp jaarlijks mee om duincircuit in gereedheid te brengen. Op een ruim twee kilometer lang stratencircuit streden Nederlandse coureurs om het nationaal kampioenschap tot 250cc. Toen door de toegenomen vermogens en snelheden in het begin van de jaren 1970 de veiligheid niet meer kon worden gegarandeerd viel het doek voor wedstrijdraces. Jaarlijks vinden er nog demonstratie-races plaats op het circuit.  

### Herindelingen
Per 1 september 1855 werd de gemeente Naters bij Rockanje gevoegd. Tot 1 januari 1980 was Rockanje een zelfstandige gemeente, daarna is deze samengevoegd met Oostvoorne en Tinte tot de gemeente Westvoorne. Per 1 januari 2023 fuseerde de gemeente Westvoorne met de gemeente Hellevoetsluis en de gemeente Brielle tot de nieuwe gemeente Voorne aan Zee.

## Naam
Over oorsprong en betekenis van de naam Rockanje is geen eensgezindheid. Wel bestaan een aantal theorieën:
- Het eerste stuk van de naam zou afgeleid zijn van Rak, dat is een lang recht stuk van een rivierarm. Er liep een rivier door Rockanje;
- Een historische analogie: er zijn soortgelijke plaatsnamen in het grensgebied van België, Frankrijk en Luxemburg;
- Men legt een verband met het Franse woord rocaille, verzamelnaam voor keien die de grond volledig bedekken; het terrein zelf vol keien.
- De naam Rochange zou kunnen wijzen naar de rots in de Strype. Het zou een samentrekking kunnen zijn van het Franse Roche Ange (Rots Engel) wat stenen engel, rotsengel, engelrots of engelenrots zou kunnen betekenen. Het is ook mogelijk dat Rochange simpelweg plaats bij/van de rots betekent.[6]

## Geografie
Aan de westkant van Rockanje ligt een 6 km lang strand met een aangrenzend uniek duingebied: Voornes Duin. In 2018 werd bekend dat het badstrand door de aanleg van de Tweede Maasvlakte langzaam verandert in een waddengebied.
In het Meertje de Waal in de buurt van Rockanje komen rots-brokken en kalkpijpjes voor. Deze zijn ontstaan door kalkafzettingen, zogeheten groeiende stenen in de periode 1600 a 1700 tot ongeveer 1900. Dergelijke groeiende stenen komen op andere plaatsen in het Zeeuwse deltagebied ook voor, zoals in het Groote Gat bij Oostburg in Zeeuws-Vlaanderen. Het gebied van de kreek heeft de overstromingen van het begin van de 13e eeuw overleefd.

## Heren van Rockanje
In de 19e eeuw kwam de heerlijkheid in het bezit van het geslacht Vlielander en daarna door huwelijk in het geslacht Hein waarin het tot nu toe is gebleven:
- Benjamin Vlielander (1778-1859), heer van Rockanje
  - Maria Johanna Magdalena Faijan Vlielander (1813-1861); trouwde in 1835 met Johan Wilhelm Hein, heer van Rockanje (1804-1880), onder andere lid van de Eerste Kamer der Staten-Generaal
    - mr. Benjamin Marius Vlielander Hein, heer van Rockanje (1838-1919)
      - Benjamin Vlielander Hein, heer van Rockanje (1877-1956)
        - Johan Wilhelm Vlielander Hein (1881-1941)
          - Benjamin Marius Vlielander Hein, heer van Rockanje (1914-1992)

## Trivia
- Rochange komt in Frankrijk als achternaam voor in diverse varianten.[9]
- Het dialect in Rockanje, Oostvoorne en Tinte is Zeeuws van oorsprong.[10]
- Johannes Hendrikus Zelle was van 1949 tot 1956 als predikant verbonden aan de Gereformeerde kerk van Rockanje
- In 2020 vierde Rockanje het 800-jarige bestaan.[11]

## Afbeeldingen

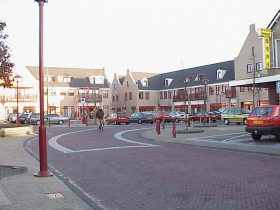
De dorpskern van Rockanje
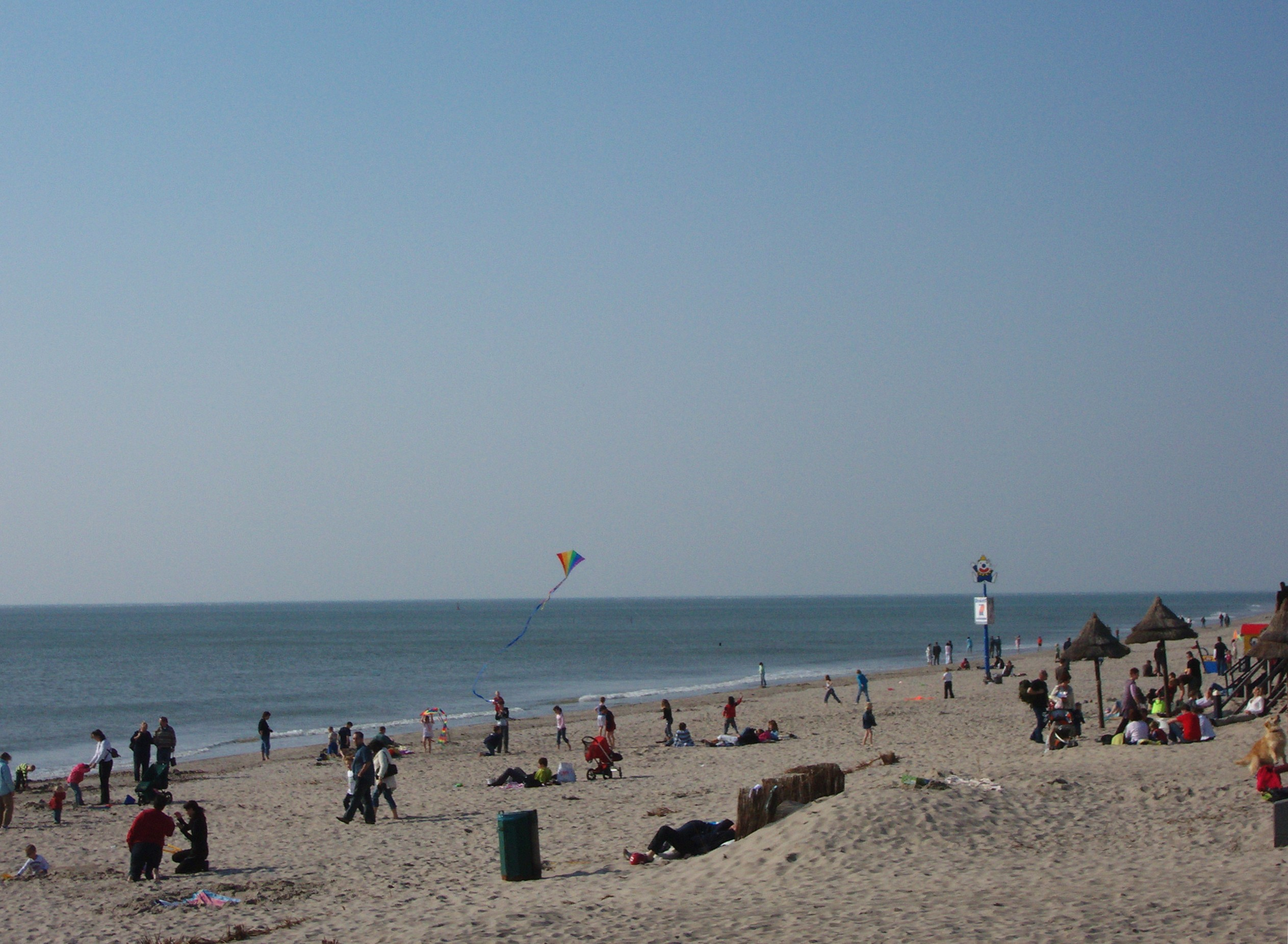
Strand bij Rockanje
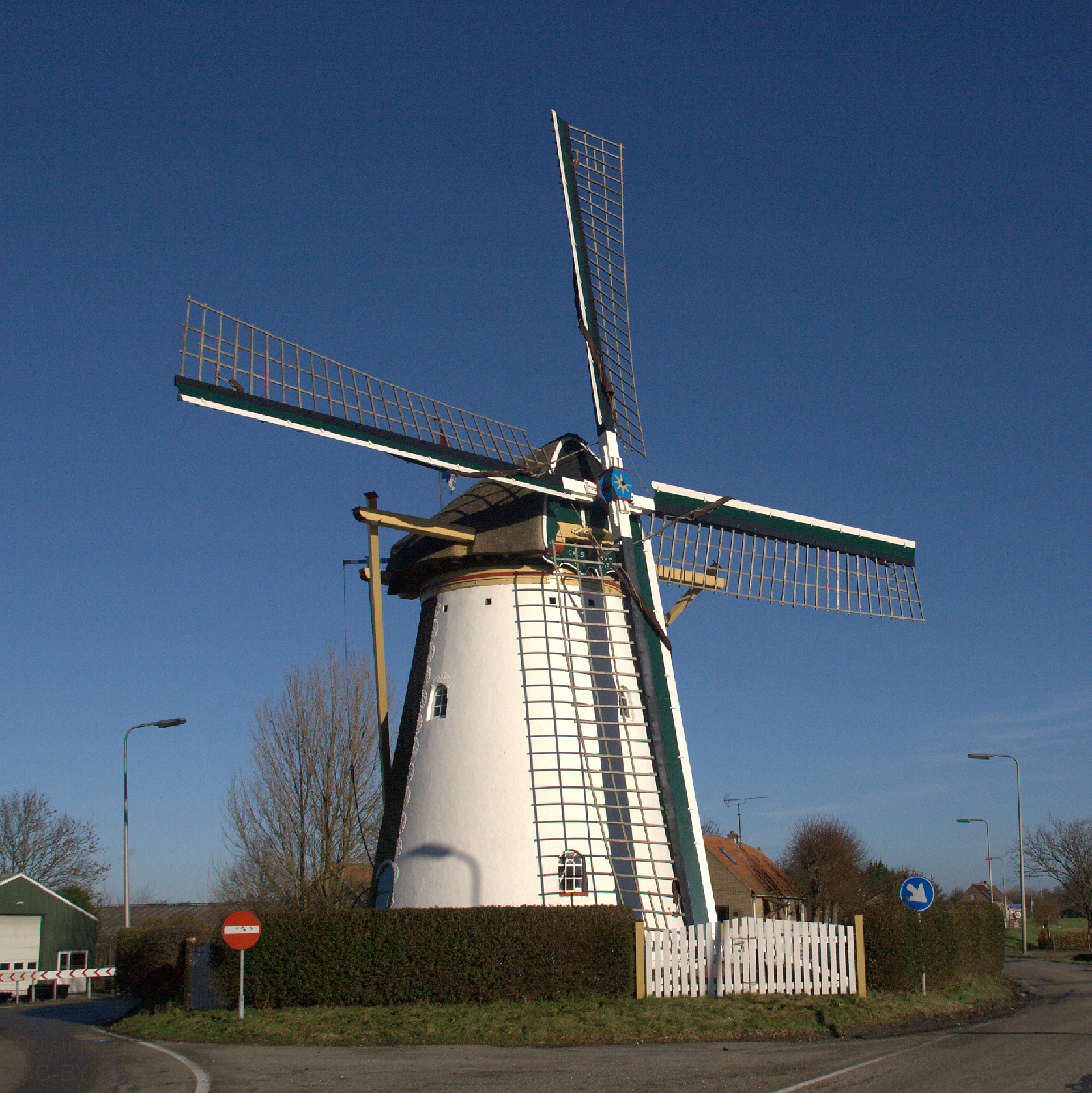
De korenmolen is 2008/2009 gerestaureerd
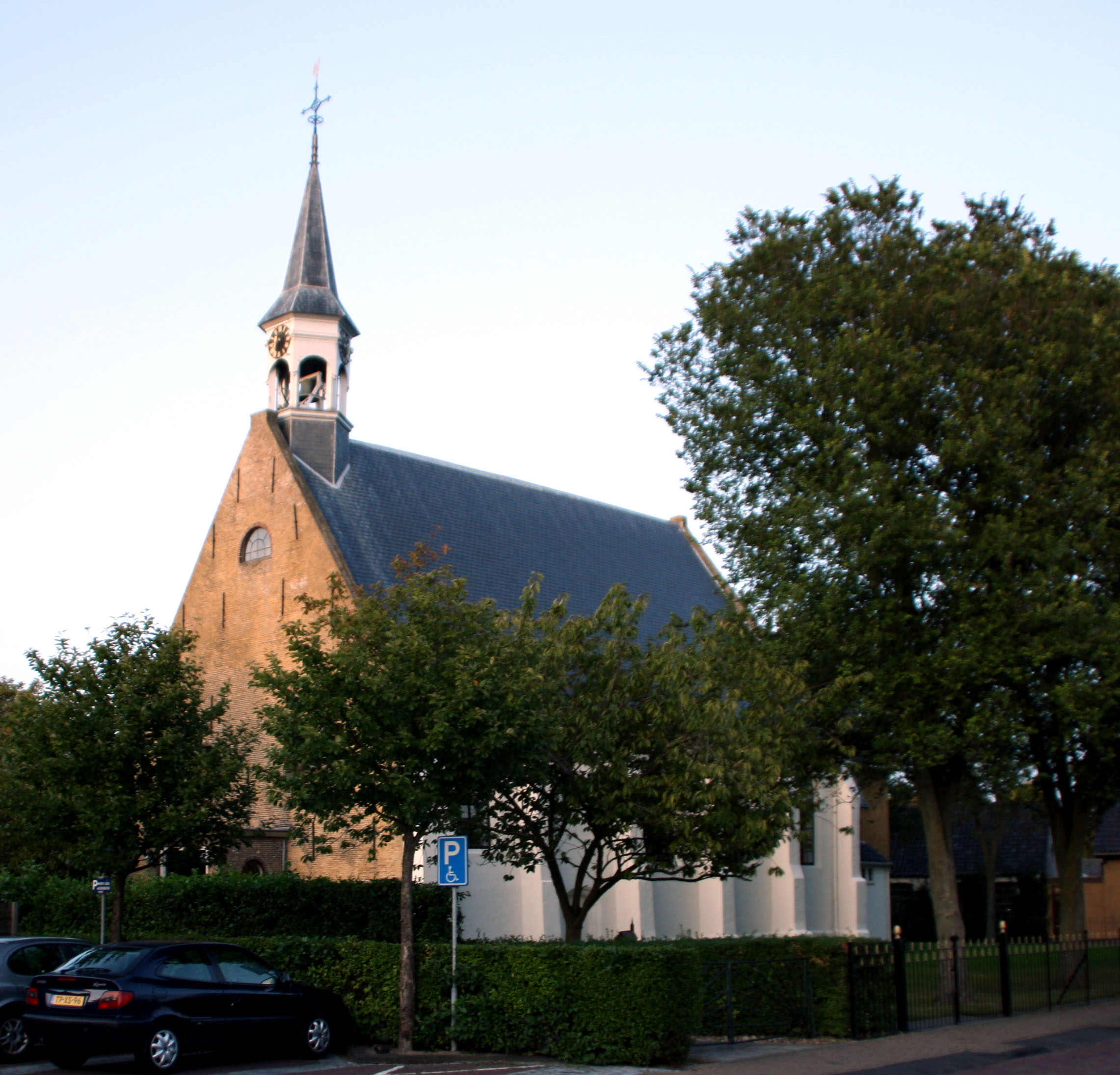
Ned. Herv. Kerk. Rockanje